# یامانوبه، یاماگاتا
یامانوبه، یاماگاتا (به لاتین: Yamanobe, Yamagata) یک منطقهٔ مسکونی در ژاپن است که در استان یاماگاتا واقع شده‌است. یامانوبه ۶۱٫۳۶ کیلومترمربع مساحت و ۱۴٬۷۷۳ نفر جمعیت دارد.